# Tribunal du contentieux administratif des Nations unies
Le Tribunal du contentieux administratif des Nations unies est un tribunal de première instance de l'Organisation des Nations unies institué le 1er juillet 2009 à la suite de la refonte du système juridique interne de l'ONU. Indépendant, le tribunal « connaît des requêtes introduites par des fonctionnaires en activité ou d’anciens fonctionnaires contre une décision administrative qu’ils estiment contraire à leurs conditions d’emploi ou leur contrat de travail ». Dans l'optique d'éviter un passage brutal entre l'ancien et le nouveau système, le Tribunal du contentieux administratif statue également sur les litiges renvoyés par les anciennes commissions paritaires de recours, les comités paritaires de discipline et le Tribunal administratif des Nations unies.

## Organisation
Implanté à New York, Genève et Nairobi, où un juge siège en permanence, le Tribunal du contentieux peut cependant choisir de tenir des sessions dans le lieu qu'il désire.
À sa création, il était composé de cinq juges, trois à temps plein et deux à mi-temps, nommés par l'Assemblée générale des Nations unies pour un mandat de sept ans non renouvelable. Ces derniers doivent être de nationalité différente et doivent « justifier d’au moins 10 ans d’expérience judiciaire en droit administratif » et de la « plus haute considération morale ». En outre, trois juges ad litem complétaient le tribunal. Les membres élisent, parmi les juges à temps plein, un président pour une durée d'un an qui aura pour mission de diriger les travaux du Tribunal. Étant une juridiction de première instance, les parties peuvent faire appel du jugement auprès du Tribunal d’appel des Nations unies, les deux organes étant indépendants et coordonnés par le Bureau de l’administration de la justice de l'ONU.
La résolution de l'Assemblée générale des Nations-Unies adoptée le 22 décembre 2018 a changé le système. À partir de juillet 2019, il n'y a plus de juges ad litem, mais seulement trois juges à plein temps et désormais six juges à mi-temps. Tous ont un mandat de sept ans. La composition du Tribunal en 2021 est la suivante :